# Bornstedt (bei Eisleben)
Bornstedt ist eine Gemeinde im Landkreis Mansfeld-Südharz in Sachsen-Anhalt. Die Gemeinde gehört der Verbandsgemeinde Mansfelder Grund-Helbra an.

## Geografie
Bornstedt liegt etwa sieben Kilometer südwestlich von Eisleben am nordöstlichen Rand des Tals der Rohne auf dem Hornburger Sattel.

## Geschichte

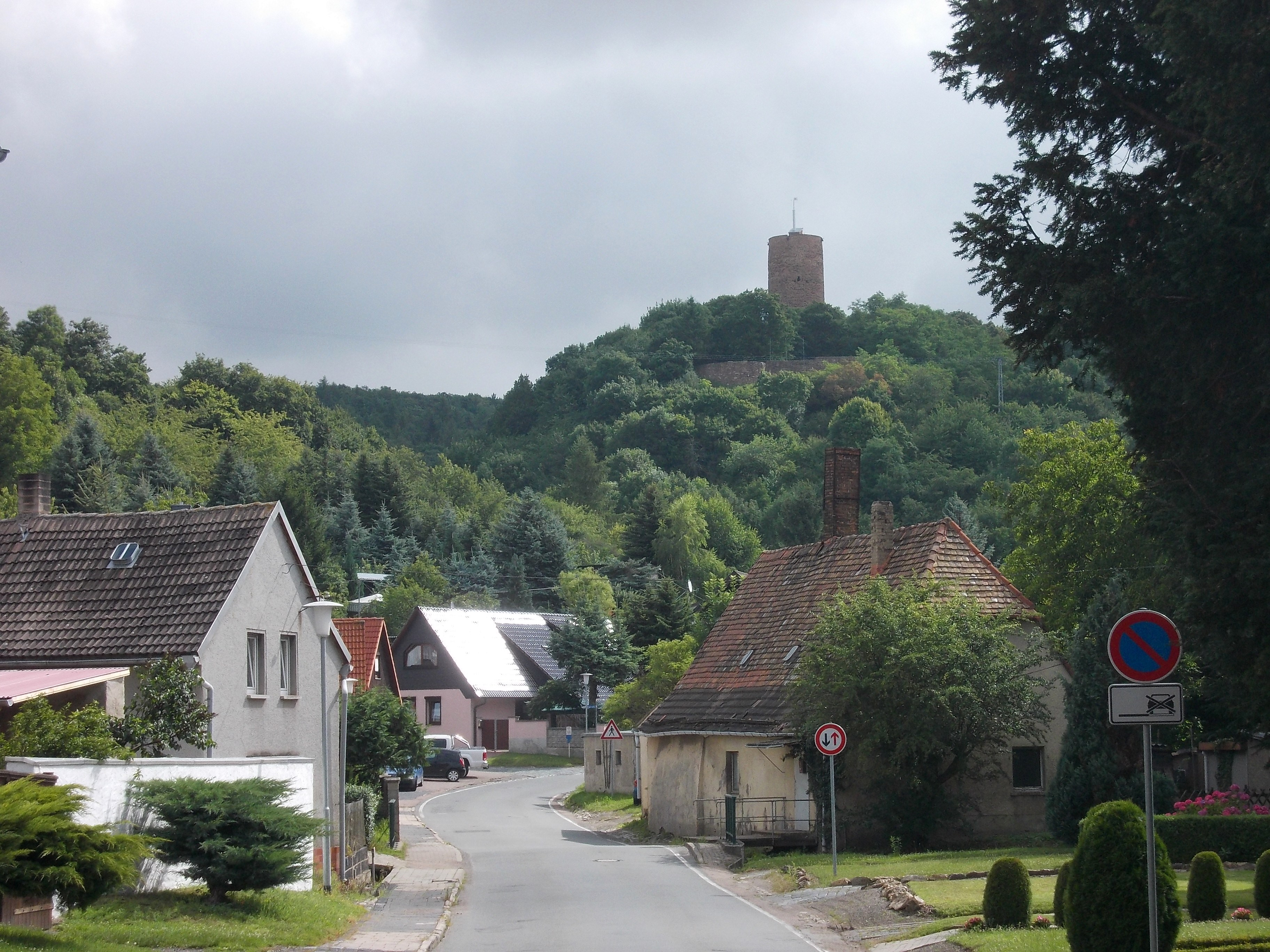
Burg Bornstedt

In einem zwischen 881 und 899 entstandenen Verzeichnis des Zehnten des Klosters Hersfeld wird Bornstedt (Brunistat) als zehntpflichtiger Ort im Gau Friesenfeld genannt. Archäologisch ist sowohl eine Siedlung des 3./4. Jahrhunderts als auch Siedlungstätigkeit in der Zeit 5000 vor Christus nachweisbar. Insgesamt gibt es mindestens 15 prähistorische Fundplätze. Der Ortsname bezieht sich vermutlich auf den Kirchbrunnen, der auch Kirchborn genannt wird und an dem eine Quelle zutage tritt.
Der Ortsteil Neuglück verdankt seine Entstehung einer Braunkohlengrube, an der ab 1835 verschiedene Fabriken, darunter eine Teerschwelerei, eine Ziegelei und ein Alaunwerk, angesiedelt wurden, so dass sich eine Industriesiedlung entwickelte, deren Elektrizitätswerk später auch Bornstedt mit Strom versorgte. Bei Bornstedt befinden sich zudem die Wüstungen Schweinswende und Schulenrode. Auf einer Höhe östlich des Ortes steht die Ruine der Burg Bornstedt. Ihr Burgherr Esiko von Bornstedt ermöglichte im Jahr 1141 die Gründung des benachbarten Zisterzienserklosters Sittichenbach. Mönche aus Sittichenbach waren an der Gründung der Klöster Lehnin, Buch und Grünhain beteiligt. Ungeklärt aber wahrscheinlich ist die Rolle des lokalen Adelsgeschlechts bei der Gründung von Potsdam-Bornstedt. Die Herrschaft Bornstedt war von 1301 bis 1780 im Besitz der Grafen von Mansfeld, die jahrhundertelang eine eigene Seitenlinie Mansfeld-Bornstedt auswiesen, zu der etwa Bruno III. von Mansfeld, Philipp von Mansfeld oder auch Wolfgang von Mansfeld gehörten.
Bornstedt war Verwaltungssitz des sächsischen Amtes Bornstedt. Dieses ging unter französischer Verwaltung im Jahr 1808 an das Amt Sangerhausen, das 1815 von Sachsen an das Königreich Preußen abgetreten wurde. Von 1816 bis 1952 gehörte es zum preußischen Landkreis Sangerhausen, aus dem dann der bis 1990 bestehende Kreis Sangerhausen wurde. Diesem folgte bis zum Jahr 2007 der Landkreis Sangerhausen, seitdem ist Bornstedt Teil vom Landkreis Mansfeld-Südharz, in dem es seit dem Jahr 2010 zur Verbandsgemeinde Mansfelder Grund-Helbra gehört.

## Bürgermeister
Der ehrenamtliche Bürgermeister Lars Rose wurde zum ersten Mal am 16. März 2008 gewählt.

## Kultur und Sehenswürdigkeiten

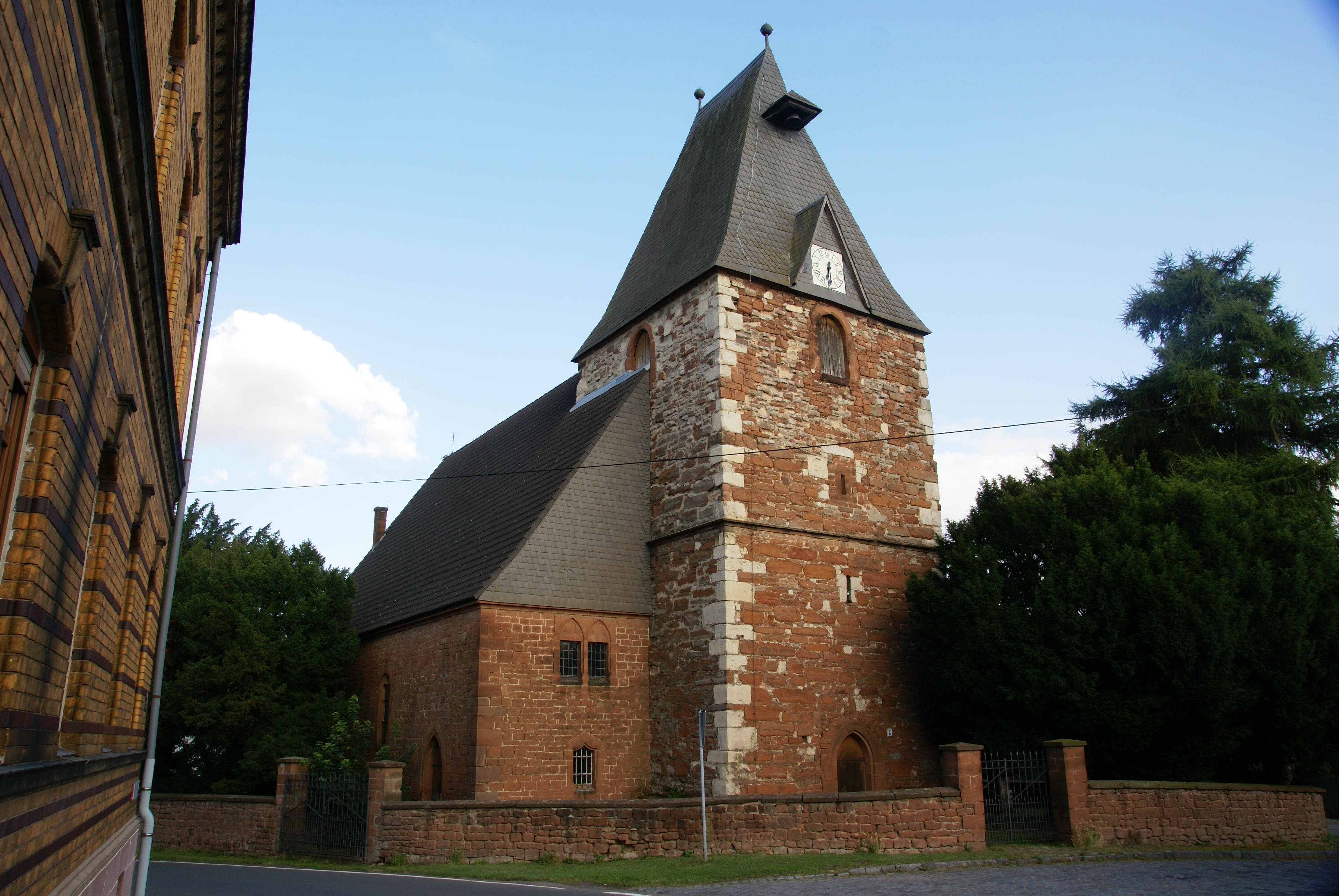
Dorfkirche Bornstedt

Neben der „Burg Bornstedt“ stehen mehrere andere Objekte auf der Liste der Kulturdenkmale in Bornstedt (bei Eisleben), darunter ein Bauernstein, die Kirche St. Pankratius und ein Backhaus von 1812. Die Bodendenkmale sind in der Liste der Bodendenkmale in Bornstedt (bei Eisleben) aufgeführt.

## Wirtschaft und Infrastruktur
Im Steinbruch im Kuhfaßtal wurde in größerem Umfang Sandstein gebrochen, der auch beim Bau der Burg Verwendung fand. An den Bächen südlich des Ortes entstanden im Mittelalter mehrere Wassermühlen, darunter – als südlichste – die „Untermühle“, die später als Kupferhütte weiter betrieben wurde, an der Mündung des Kuhfaßbaches in die Rohne. Näher beim Ort waren die „Obermühle“ und die „Walkmühle“ an der Rohne zu finden. Keine der Mühlen ist heute mehr in Betrieb. Dafür entstand südlich der Ortslage ein Windpark, der sich zum Teil auf der Flur von Bornstedt befindet. Während sich die Industrieproduktion des 19. Jahrhunderts auf die westlich vom Ort gelegene Siedlung Neuglück konzentrierte, war Bornstedt selbst auch in der 2. Hälfte des 20. Jahrhunderts noch stark von der Landwirtschaft geprägt, die in den Händen der „KAP Annarode“, der „LPG Obstbau Beyernaumburg“ sowie der „LPG Tierproduktion Fortschritt“ lag, die hier tausende Tiere hielt.

## Verkehr
Zur Bundesstraße 180, die Eisleben mit Querfurt verbindet, und zur Bundesautobahn 38 sind es in südlicher Richtung 6 km. Durch den Ort selbst führt die Landesstraße 224, die südlich von Bornstedt in die Landesstraße 223 mündet.

## Vereine
In Bornstedt gibt es zahlreiche Vereine, die das Leben im Dorf prägen, dazu zählen unter anderem der Heimatfestverein Bornstedt e. V., Hundesportverein „An der Schweinsburg“ e. V., der Sportverein „Blau-Weiß Bornstedt“ mit seinen Abteilungen Fußball, Rad- und Freizeitsport, der Angelverein „ASG Bornstedt e. V.“ und der „Rad- & Freizeitsport Bornstedt 1905“.

## Persönlichkeiten

### In Bornstedt geboren
- Heinrich Franz von Mansfeld (1640–1715), Reichsfürst und Fürst von Fondi
- Richard Jecht (1858–1945), Historiker der Oberlausitz

### In Bornstedt erstmals erwähnt
- Bornstaedt (im Jahr 1120), war ein in Pommern ansässiges Adelsgeschlecht